# NGC 1243
NGC 1243 – para gwiazd o jasności ok. 15m, znajdująca się w gwiazdozbiorze Erydanu. Zaobserwował ją John Herschel 6 stycznia 1831 roku i umieścił w swoim katalogu obiektów mgławicowych.